# Apamea oxygrapha
Apamea oxygrapha är en fjärilsart som beskrevs av Zoltan Varga 1976. Apamea oxygrapha ingår i släktet Apamea och familjen nattflyn. Inga underarter finns listade i Catalogue of Life.